# SUSHIBOYS
SUSHIBOYS（すしぼーいず）は、日本の男性2人組ラップグループ。メンバーはファームハウスとサンテナの2MC。

## 概要
埼玉県越生町出身の2MCからなるラップグループ。2018年末までファームハウスの弟であるエビデンスを含めた3MC体制で活動していた。アルバム「NIGIRI」は、Apple Musicの「今週のNEW ARTIST」に選出された。結成の経緯は、ファームハウスが留学先のフィリピンで現地の知り合いから「やれば?」と言われたこと。

## メンバー

### 現メンバー
FARMHOUSE（本名：蛭間大地）
元サッカー部。
カエルの鳴き声をも自らのフロウに変えることができる。
SANTENA
小学4年生の頃、パソコンの授業中に小学校宛でNOVAうさぎ等身大ぬいぐるみを3000個発注する。

### 元メンバー
EVIDENCE

FARMHOUSE の実弟。

## 来歴
- 2017年1月13日、1st EP『TAMAGO』を無料配信リリース
- 2018年
  - 4月25日、初の全国流通盤となる2nd EP『WASABI』をリリース
  - 10月15日、1stアルバム『NIGIRI』をリリース
  - 11月21日、3rd EP『350』をリリース
- 2019年10月25日、4th EP『死んだら骨』をリリース[4][5]
- 2020年7月15日、5th EP『SUSHIBOYS の騒音集VOL.1』をリリース

## ディスコグラフィー

### デジタルシングル
| No.  | タイトル            | 発売日         | 備考                                        |  |
| ---- | ------------------- | -------------- | ------------------------------------------- |  |
| 1st  | なんでもできる      | 2018年1月13日  |                                             |  |
| 2nd  | DRUG                | 2019年4月8日   |                                             |  |
| 3rd  | 高速道路            | 2019年9月13日  |                                             |  |
| 4th  | ルーモス牧島        | 2021年3月31日  | PARKGOLF × SUSHIBOYS名義                    |  |
| 5th  | pocket full of gum  | 2021年7月7日   | LHRHNDとのコラボ楽曲                        |  |
| 6th  | 年賀状 2 0 2 3 (兎) | 2023年1月15日  |                                             |  |
| 7th  | 木にしない          | 2023年4月26日  |                                             |  |
| 8th  | 白米                | 2023年7月19日  |                                             |  |
| 9th  | 年賀状2024(辰)      | 2024年1月1日   |                                             |  |
| 10th | おにぎり            | 2024年4月20日  |                                             |  |
| 11th | Ride                | 2024年9月23日  | Honda「WR-V」CMソング                       |  |
| 12th | What is your name?  | 2024年10月12日 |                                             |  |
| 13th | 年賀状2025(巳)      | 2025年1月1日   | 「年賀状」シリーズ。2025年より3曲目の発表。 |  |

### YouTubeでのみ公開中の楽曲
| タイトル                | 公開日         |
| ----------------------- | -------------- |
| BACKSPACEKEY            | 2016年3月27日  |
| Oxygen                  | 2016年4月6日   |
| マニゲン                | 2016年4月6日   |
| White clouds            | 2016年4月21日  |
| Yellow ⑨                | 2016年4月30日  |
| PeDaL                   | 2016年6月13日  |
| Wass up                 | 2016年8月12日  |
| F is back feat 松岡修造 | 2016年8月29日  |
| I Love You              | 2016年9月25日  |
| 杏仁豆腐                | 2016年10月15日 |
| Sour paper              | 2016年11月8日  |
| 羊TRAP feat. 羊         | 2017年1月28日  |
| サンバイザー            | 2017年2月26日  |
| SEABREEZE               | 2017年3月4日   |
| OJALO (prod.TICKTACK)   | 2017年3月12日  |
| Pokemon master          | 2017年3月19日  |
| パジャマ                | 2017年5月20日  |
| SANDWICH                | 2017年6月2日   |
| タモリの隣              | 2017年8月12日  |
| リサイクルショップ      | 2017年11月18日 |
| Countrysider Step       | 2018年7月16日  |
| 超おうち時間            | 2020年4月9日   |
| みんなでわいわい        | 2020年4月24日  |

### 参加作品
- Manhattan Records presents 2017 BEST OF JAPANESE HIP HOP MIX（楽曲「軽自動車」が収録、2017年12月20日）
- DJ CHARI & DJ TATSUKI 「Next (feat. SUSHIBOYS)」（アルバム「THE FIRST」に収録、2018年4月25日）
- 私立恵比寿中学「熟女になっても feat. SUSHIBOYS」（シングル「でかどんでん」に収録、2018年6月6日）
- 私立恵比寿中学「熟女になっても feat. SUSHIBOYS & YASUSHI BOY(Live Version)」（配信EP「FAMIEN'18 e.p.」に収録、2018年8月18日）
- DJ HASEBE aka OLD NICK「サマデイ feat. SUSHIBOYS」（アルバム「natsuco」に収録、2018年7月11日）
  - DJ HASEBE「TOKYO SUNSHINE GROOVE」（2019年7月31日）にも収録
- 空音「You GARI feat. SUSHIBOYS」（2nd アルバム「19FACT」にも収録、2020年6月24日）
- avex ROYALBRATS
  - 「ダムダムダム (feat. SUSHIBOYS)」（配信限定シングル、2022年12月15日）
  - 「8bit dancing (feat. SUSHIBOYS)」（配信限定シングル、2023年2月9日）

### 楽曲提供
- MAGiC BOYZ「O.NE.DA.RI」（プロデュース、シングル「ハッピーエンドマジック」収録、2018年3月7日）
- lyrical school「シャープペンシル」（プロデュース、シングル「パジャマパーティー/シャープペンシル feat. SUSHIBOYS」収録、2018年12月25日）

## 出演
- NHK総合「シブヤノオト」（2018年4月8日）
- ファッションブランド「WEGO」2018年春服のモデル出演
- ファッションブランド「A BATHING APE」2018年夏服のモデル出演
- ファッション誌「Ollie（オーリー）」の表紙

## 主なライブ

### ワンマンライブ・主催イベント
| 開催日                             | タイトル                                    | 備考 |
| ---------------------------------- | ------------------------------------------- | ---- |
| 2018年12月2日?12月22日             | SUSHIBOYS ワンマンツアー2018                |      |
| 2019年11月12日?11月23日            | 死んだら骨ツアー                            |      |
| 2020年11月26日・12月11日           | SUSHIBOYS ワンマンライブ 2020               |      |
| 2021年10月3日・10月17日            | SUSHIBOYS LIVE2021 produced by Steel Street |      |
| 2024年10月10日・10月18日・11月17日 | SUSHIBOYS 名字集合ツアー                    |      |